# Ivanovo Selo

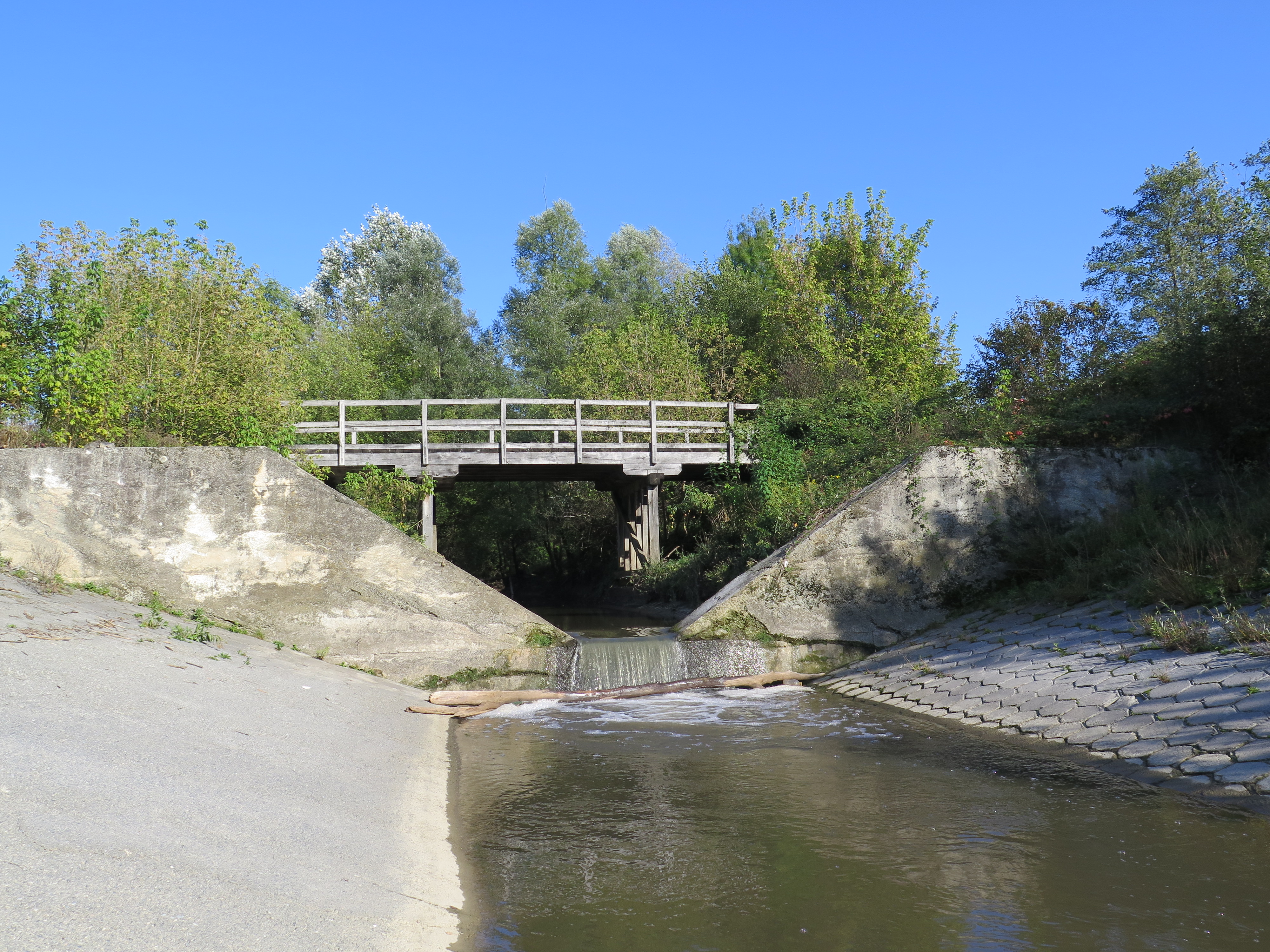
Most přes řeku na Ilovu na cestě směr Borova Kosa

Ivanovo Selo (česky Ivanovo Selo či také Janova Ves) je sídlo, část opčiny Grubišno Polje, jež se nachází v Bjelovarsko-bilogorské župě ve východní části Chorvatska. Osada byla založena roku 1825 a jedná se o jedinou osadu v Chorvatsku, kterou osídlili při jejím založení výhradně kolonisté z českých zemí. Češi dodnes v Ivanově Sele žijí, při sčítání v roce 1991 tvořili více než 75 % obyvatelstva. Ves má pravidelný půdorys s velkou centrální návsí, odkud vycházejí na čtyři světové strany tyto ulice: Záhřebská (Zagrebačka), Pražská (Praška), Ilovská (Ilovska) a Kopec (Breg). Ve vesnici funguje Obvodní škola Základní školy Ivana Nepomuka Jermešiće Hrubečné Pole, která poskytuje vzdělání v modelu A (tj. všechny předměty v českém jazyce). V tamním kostele Nejsvětějšího srdce Ježíšova se nachází vyobrazení svatovítské katedrály se sv. Ludmilou, sv. Václavem a sv. Vojtěchem.

## Název
Sídlo se při svém založení jmenovalo Presad, na přání nových kolonizátorů bylo však přejmenováno na Johannesdorf (později se objevovaly i varianty Johannisdorf, Joanisdorf), později se už objevuje pouze jako Ivanovo Selo. V lokálním úzu dodnes žije označení Pémie, které vychází z označení osadníků přicházejících z českých zemí (z německého Böhme (Čech) vzniklo označení pro české osadníky Pemac). Zpočátku tak bylo označováno více osad s českým osídlením, do dnešních dob však toto označení přežilo už jen pro Ivanovo Selo.

## Česká beseda
Česká beseda (jak se nazývají spolky Čechů v Chorvatsku, v Srbsku a v Bosně a Hercegovině) vznikla v roce 1934. V současné době (2019) má 80 členů, působí při ní taneční, divadelní a hudební soubor. Beseda využívá ve vesnici Český dům a pečuje o Etnodům (Etnokuću) s etnografickou sbírkou.

## Masakr v Ivanově Sele
V začátku občanské (domovinské) války zaútočily srbské paravojenské jednotky na Ivanovo Selo; útok si vyžádal 14 mrtvých.